# A Painless Extraction
A Painless Extraction è un cortometraggio muto del 1907 diretto da Lewin Fitzhamon.

## Trama
Dal dentista, la testa di un paziente - piena di gas - si mette a galleggiare perdendosi lontano.

## Produzione
Il film fu prodotto dalla Hepworth.

## Distribuzione
Distribuito dalla Hepworth, il film - un cortometraggio di 76,2 metri - uscì nelle sale cinematografiche britanniche nel novembre 1907. Nel 1908, la Williams, Brown and Earle lo presentò negli Stati Uniti.
Si conoscono pochi dati del film che, prodotto dalla Hepworth, fu distrutto nel 1924 dallo stesso produttore, Cecil M. Hepworth. Fallito, in gravissime difficoltà finanziarie, il produttore pensò in questo modo di poter almeno recuperare il nitrato d'argento della pellicola.